# Agdistis bouyeri
Agdistis bouyeri là một loài bướm đêm thuộc họ Pterophoroidea. Nó được tìm thấy ở Angola.
Sải cánh dài 15–17 mm. The moth gặp ở tháng 1 đến tháng 2.